# Dölbau
Dölbau (bis Anfang des 19. Jh. Dölbe) war bis 2003 eine Gemeinde im Saalkreis und ist seit dem 1. Januar 2004 eine Ortschaft in der Einheitsgemeinde Kabelsketal im Saalekreis bei Halle (Saale) mit 1080 Einwohnern (Stand 2018). Dölbau besteht aus den Ortsteilen Dölbau, Naundorf und Kleinkugel.

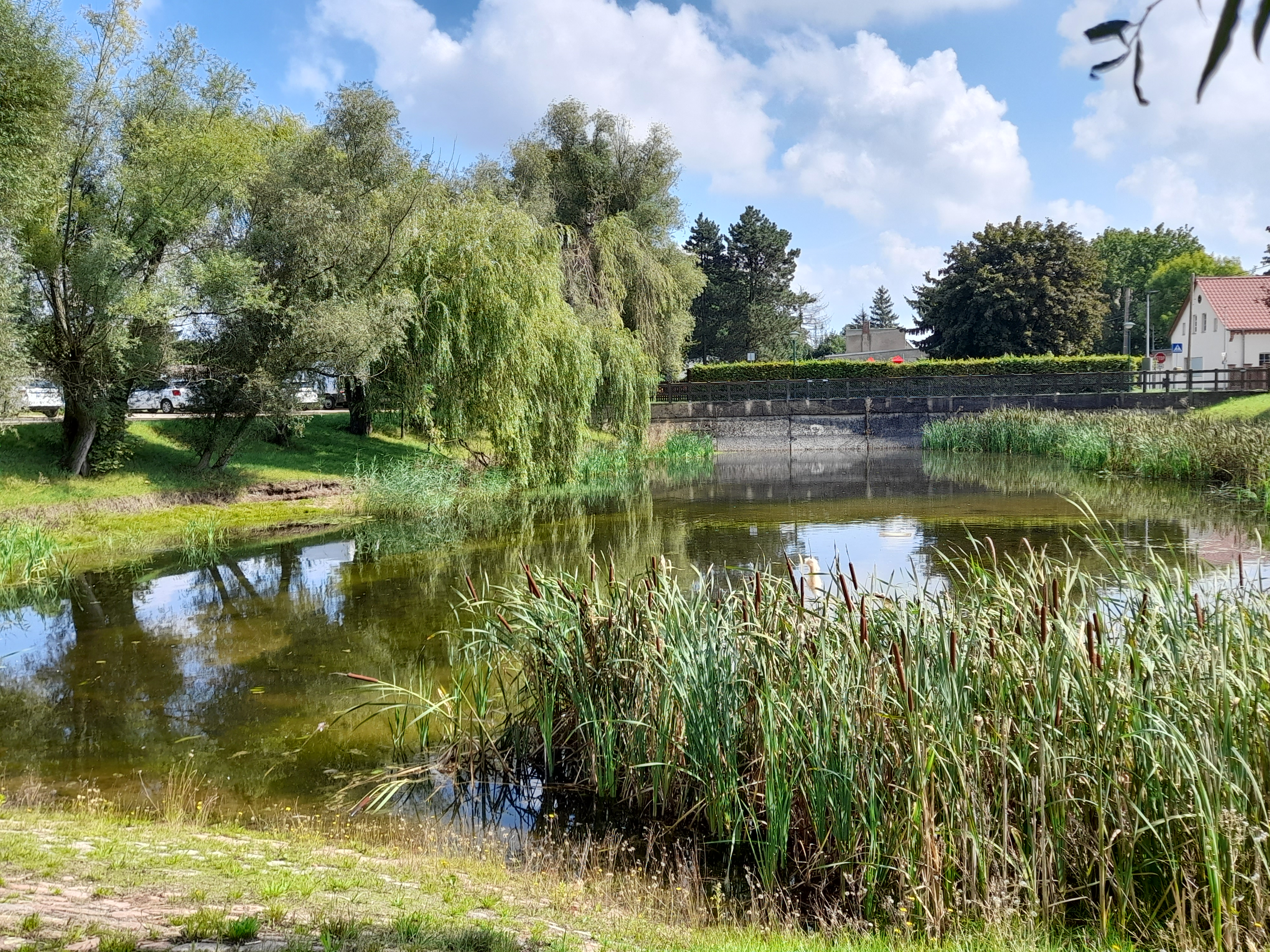
Teich im Ortsteil Naundorf

## Geschichte
Im 15. Jahrhundert gab es verschiedene Grenzstreitigkeiten zwischen dem preußischen Stennewitz und Naundorf und dem kursächsischen Kleinkugel. Ein Vertrag zwischen dem Erzbistum Magdeburg und Kursachsen regelte ab 1558 die Nutzung der Flächen und Grenzen zwischen beiden Seiten. Dölbau, Naundorf und Stennewitz lagen bis 1815 am Westrand des kursächsischen bzw. königlich-sächsischen Amts Delitzsch im Leipziger Kreis. Nach der Niederlage Napoleons und dem Ende des Königreichs Westphalen befreiten die verbündeten Gegner Napoleons Anfang Oktober 1813 den Saalkreis. Durch die Beschlüsse des Wiener Kongresses kamen Dölbau, Naundorf und Stennewitz im Jahr 1815 zu Preußen und wurden 1816 dem Kreis Delitzsch im Regierungsbezirk Merseburg der Provinz Sachsen zugeteilt, zu dem sie bis 1950 gehörten. Kleinkugel wurde nach der politischen Neuordnung nach dem Wiener Kongress im Jahr 1816 dem Regierungsbezirk Merseburg der preußischen Provinz Sachsen angeschlossen und dem Saalkreis zugeordnet.

### Dölbau
Dölbau wurde erstmals 1347 als Tolpen/Tölpe erwähnt und wurde bis Anfang des 19. Jh.  Dölbe genannt. Seine Ortsform ist ein altsorbischer Rundling. Der Name bedeutet Ort im Graben oder in der Schlucht, ist fränkischen Ursprungs und wurde von Siedlern im 13. Jahrhundert. eingeführt. Ein alter slawischer Ortsname für Dölbau ist nicht bekannt. Durch Dölbau fließt der Dölbauer Graben, der größte Nebenzufluss der Kabelske.

### Naundorf
Naundorf wurde im 13. Jahrhundert von deutschen Kolonisten gegründet und besitzt eine spätromanische Wehrkirche mit zweistufigem Säulenportal und Blockaltar mit einstückiger Sandplatte aus dem Jahr 1220. In die Kirche wurde 1855 eine heute noch voll funktionsfähige Wäldner-Orgel eingebaut. Der Name Naundorf bedeutet das neu gegründete Dorf. Durch Naundorf führte die im 14. Jahrhundert erbaute Salzstraße von Halle nach Leipzig. Im 15. Jahrhundert ging das benachbarte Dorf Poppendorf in Naundorf auf. Urkundlich überlieferte Namen waren 1286 Niendorp, 1347 Niendorff, 1394 Nuendorff und 1738 Nauendorff.

### Stennewitz
Stennewitz ist seit 1370 nachgewiesen und war ursprünglich ein Sackgassendorf, das spätestens im 10. Jahrhundert von Altsorben gegründet wurde. Der alte Handelsweg von Reideburg führte quer durch die Priemitzer-Mark nach Stennewitz und mündete in Naundorf in die Salzstraße von Halle nach Leipzig. Dieser Handelsweg, der auch als Heerstraßebezeichnet wurde, existierte nur bis etwa Ende des 19. Jahrhunderts. Die Kabelske bei Stennewitz bildete seit 1347 die Grenze zu Sachsen. Der Name des Dorfes bedeutet Ort, wo junge Hunde gezüchtet werden. Urkundlich überlieferte Namen waren 1378 Steynewitz, 1404 Steynewicz und 1442 Steinewitcz. Stennewitz wurde 1937 nach Naundorf eingemeindet.

### Kleinkugel
Kleinkugel, als ältester Ortsteil der Ortschaft, wurde als altsorbisches Dorf im 9. Jahrhundert gegründet, der Ortskern ist ein altsorbischer Rundling. Der Name entstand aus dem altsorbischen Wort „kobyla“ für Stute und weist auf Pferdezucht hin. Bis zum 18. Jahrhundert gab es um Kleinkugel besonders viele Weideflächen, die später überwiegend in Ackerland umgewandelt wurden. Urkundlich überlieferte Namen waren 1371 parva Kubele, 1381 wennyge Kubel, 1467 Wenigen Cubal sowie später Klein-Kubelitz, Wenigen-Kubelitz und Kauhlitz. Im Mittelalter war der Ort im Besitz der Familien von Dieskau und von Kotze. Kleinkugel gehörte später zum Amt Giebichenstein im Saalkreis des Erzstifts Magdeburg. 1680 kam dieses als Herzogtum Magdeburg unter brandenburg-preußische Herrschaft. Im Jahr 1782 hatte Kleinkugel 15 Häuser und 92 Einwohner, die zusammen 660½ Morgen (zu dieser Zeit etwa 900 preußische Morgen bzw. heute 230 Hektar) Ackerland, 12 Morgen Wiesen, 1½ Morgen Gärten und 5 Morgen gemeinschaftlich genutzten Anger besaßen. Mit dem Frieden von Tilsit wurde Kleinkugel im Jahr 1807 dem Königreich Westphalen angegliedert und dem Distrikt Halle im Departement der Saale zugeordnet. Der Ort gehörte zum Kanton Dieskau. Im Jahr 1821 hatte Kleinkugel 95 Einwohner in 17 Häusern. Im Jahr 1890 hatte der Ort bereits 237 Einwohner und damit seine Einwohnerzahl in etwa 70 Jahren mehr als verdoppelt. Einige Jahre später 1896 hatte Kleinkugel bereits 21 Häuser und 280 Einwohner. Den Opfern des Ersten Weltkrieges ist das Kriegerdenkmal Kleinkugel gewidmet.

### Geschichte ab 1950
Im Zuge der ersten Kreisreform in der DDR von 1950 wurden Dölbau und Naundorf am 15. Juni 1950 dem neu zugeschnittenen Saalkreis zugeordnet, der 1952 zum neuen Saalkreis im Bezirk Halle kam. Kurz nach der Zuordnung zum Saalkreis wurden am 1. Juli 1950 Kleinkugel und Naundorf nach Dölbau eingemeindet. Am 1. Januar 2004 erfolgte der Zusammenschluss der Gemeinden Dieskau, Dölbau, Gröbers und Großkugel zur Einheitsgemeinde Kabelsketal. Seitdem bildet Dölbau eine Ortschaft der Gemeinde Kabelsketal.

## Öffentliche Sicherheit und Brandschutz

### Polizei
Die für die gesamte Einheitsgemeinde Kabelsketal zuständigen Regionalbereichsbeamten (RBB) haben ihre Polizeiwache auf dem Gelände der Freiwilligen Feuerwehr Dieskau-Zwintschöna. Diese Polizeiwache ist, im Rahmen der Polizeistrukturfortentwicklung in Kabelsketal seit Oktober 2014 mit zwei Beamten besetzt. Zu den Aufgaben der Regionalbereichsbeamten gehört die Präventionsarbeit, Verkehrserziehung an den Schulen sowie die Problemlösung durch reguläre Polizeiarbeit. Darüber hinaus stehen sie in regelmäßigem Kontakt zu verschiedenen Vereinen und Organisationen und unterstützen diese. Die RBB bieten im Ortsbürgermeisterbüro in Dölbau regelmäßige Bürgersprechstunden an. Ergänzend zu den RBB sind rund um die Uhr Polizeibeamte des Polizeirevier Saalekreis im Dienst, die auf Notrufe reagieren und polizeiliche Maßnahmen bei Verkehrsunfällen und Straftaten durchführen.

### Feuerwehr
Die Freiwillige Feuerwehr Dölbau stellt den Brandschutz und die Hilfeleistung in der Ortschaft Dölbau und ihren Ortsteilen Naundorf und Kleinkugel sowie im Gewerbepark Dölbau, Teilen des Star Parks und der A 14, sicher.
Sie hat 30 Einsatzkräfte in der aktiven Einsatzabteilung und fährt jährlich zu etwa 60 bis 80 Einsätzen. Ihr ist eine Jugendfeuerwehr mit 20 Jugendlichen zwischen 10 und 18 Jahren, eine Kinderfeuerwehr mit 10 Kindern zwischen 6 und 9 Jahren sowie eine Alters- und Ehrenabteilung angegliedert.

#### Geschichte
Die Freiwillige Feuerwehr Dölbau ist der Nachfolger der Freiwilligen Feuerwehr Kleinkugel und der damals zum Landkreis Delitzsch gehörenden Freiwilligen Feuerwehr Naundorf-Dölbau.
Kleinkugel musste sich im 18. und 19. Jahrhundert gemäß des königlich-preußischen Reglements für das platte Land des Herzogtums Magdeburg vom 18. Januar 1772 mit anderen Saalkeisdörfern zu einer Spritzen-Assoziation zusammenschließen und gehörte mit Benndorf, Bennewitz, Osmünde, Gottenz, Schwoitsch, Großkugel und Gröbers zur Assoziation VII.
Nach Auflösung der Spritzen-Assoziationen bildete Kleinkugel bis 1878 mit Bruckdorf, Kanena und Zwintschöna einen Spritzenverband. Die Beschaffung einer eigenen Feuerspritze für Kleinkugel ist im Februar 1878 nachgewiesen. Eine erste Freiwilligenorganisation, war die Anfang der 1920er Jahre aufgestellte Feuerlöschanstalt Kleinkugel und ihr späterer Nachfolger die Bürgerlöschgruppe Kleinkugel.
Die Freiwillige Feuerwehr Kleinkugel wurde am 26. November 1935 im örtlichen Gasthof Schüller mit 25 Freiwilligen und im Folgejahr 1936 wurde die Freiwillige Feuerwehr Naundorf-Dölbau gegründet. Am 3. Dezember 1935 fand die erste Dienstversammlung der Freiwilligen Feuerwehr Kleinkugel statt und am 23. Februar 1936 erfolgte die Abnahme und Vereidigung sowie die Aufnahme in den Feuerwehrverband des Saalkreises. Am 12. Juli 1936 erfolgte die Abnahme und Vereidigung der Freiwilligen Feuerwehr Naundorf-Dölbau. Am 15. August 1937 wurde für die Freiwillige Feuerwehr Kleinkugel eine große gebrauchte stark motorisierte Luxuslimousine beschafft, die in der Lage war, einen Tragkraftspritzenanhänger zu ziehen und sechs bis acht Feuerwehrleute zu transportieren. Am 4. Januar 1939 wurde die Freiwillige Feuerwehr Kleinkugel, gemäß dem am 23. November 1938 erlassenen Reichsfeuerwehrgesetz, in die Feuerschutzpolizei Kleinkugel umgegliedert.
Nach dem Zweiten Weltkrieg unterstand die Freiwillige Feuerwehr dem VPKA. Im März 1959 entstand nach Strukturänderungen zunächst die Freiwillige Feuerwehr Naundorf mit Kommandostellen in Kleinkugel und Dölbau. Ab 1974 unterstanden sie wieder allein der Gemeinde und dem Bürgermeister. Im Jahr 1991 wurden die Kommandostellen aufgelöst und mangels Mitgliedern hatte die damalige Gemeinde Dölbau bis 1998 keine Feuerwehr. Am 1. Januar 1998 wurde die heutige Freiwillige Feuerwehr Dölbau am Standort Naundorf neu gegründet. Sie ist heutzutage Teil der Gemeindefeuerwehr bzw. der Freiwilligen Feuerwehr Kabelsketal.

## Wirtschaft und Infrastruktur

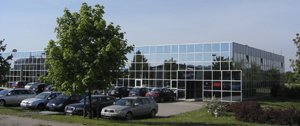
Niederlassung der Stöbich Brandschutz GmbH

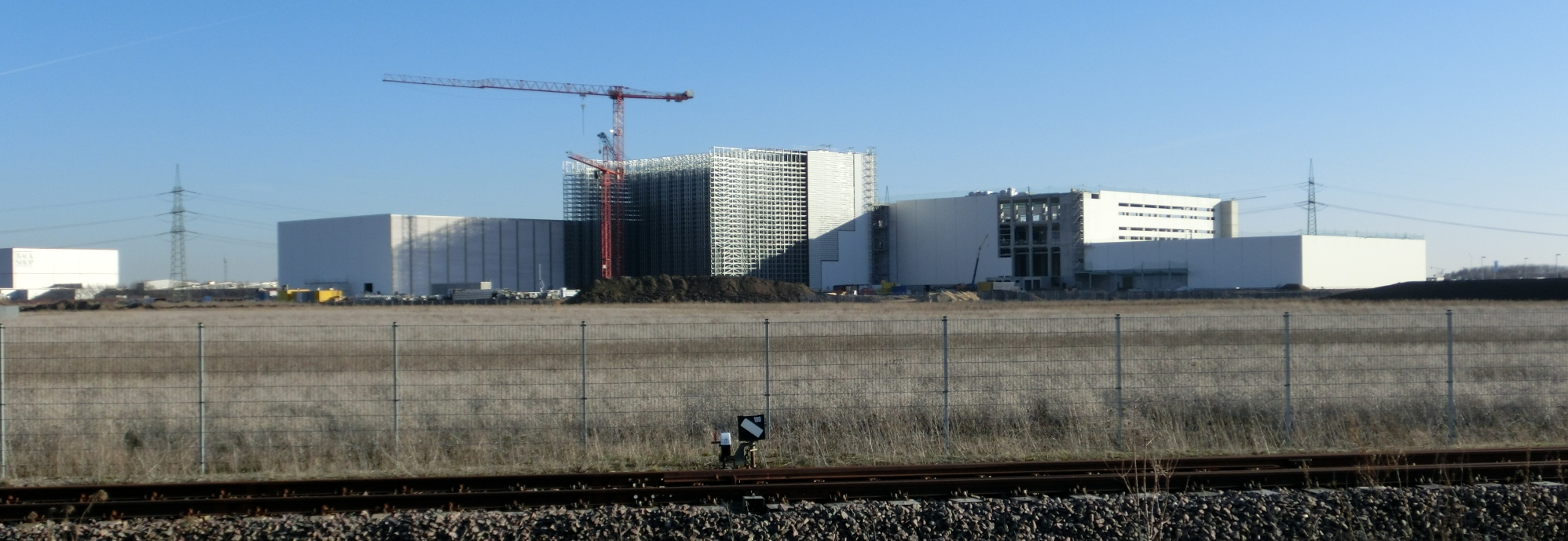
Baustelle des Montage- und Verpackungszentrums der Schaeffler-Gruppe 2019

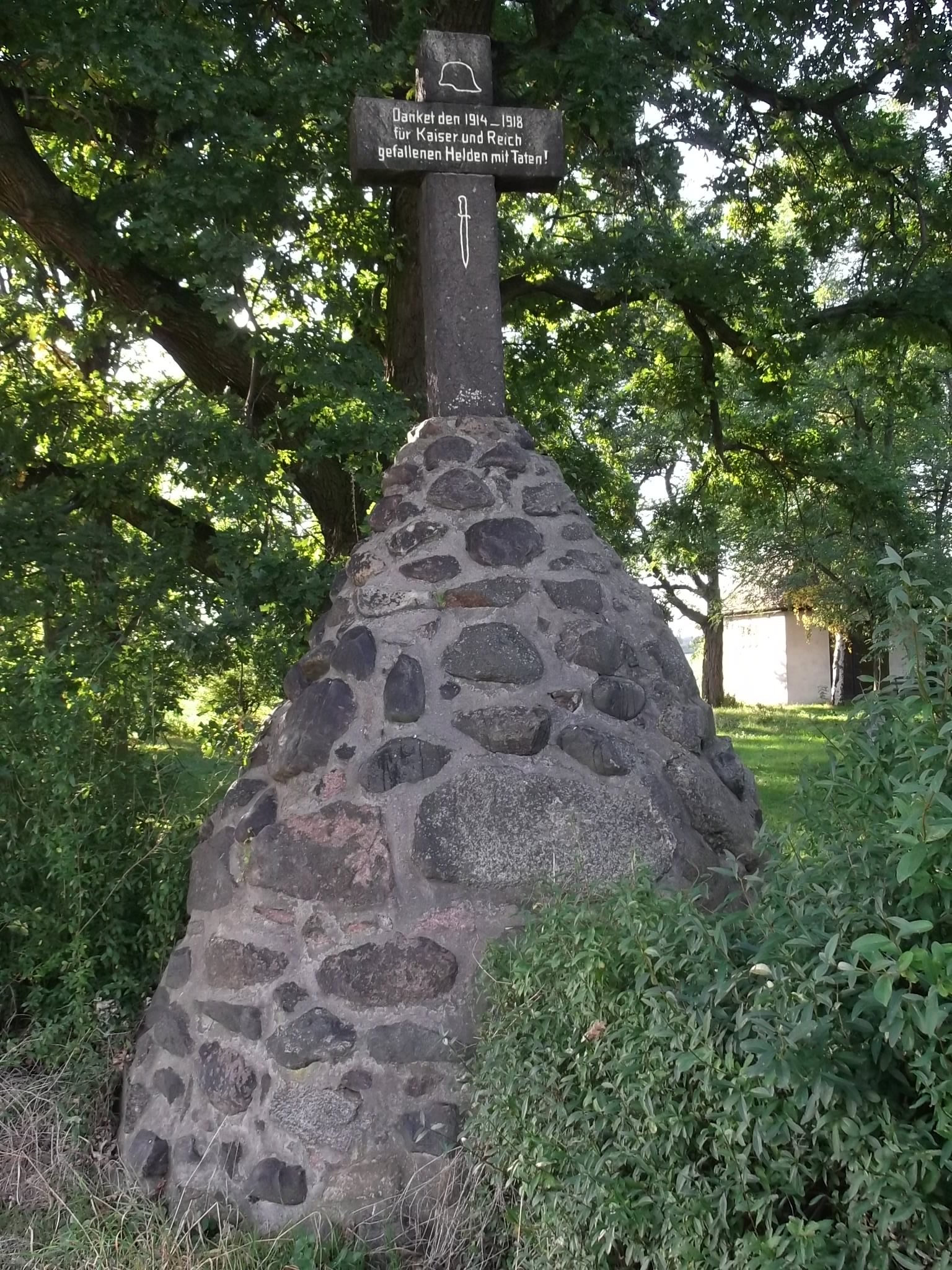
Das Kriegerdenkmal Kleinkugel am südlichen Rand des Friedhofs

In der Ortschaft befinden sich Teile des Industrieparks Star Park mit beispielsweise dem chinesischen Verpackungsunternehmen Greatview Aseptic Packaging, einem Montage- und Verpackungszentrum der Schaeffler-Gruppe sowie Niederlassungen von Enka und Amazon.
Südlich des Star Park befindet sich das 31 Hektar große Gewerbegebiet Queis-Dölbau, dessen Eigentümer die Gemeinde Kabelsketal ist. In diesem Gewerbegebiet befinden sich auf der Dölbauer Gemarkung unter anderem folgende Unternehmen mit ihren Niederlassungen:
- Hanseatischer Drahthandel
- Finsterwalder Transport & Logistik
- Schöck Gruppe
- Gruber-Fahrzeugbau / Sortimo
- Hellmann Worldwide Logistics
- TIP Trailer Services
- Stöbich Brandschutz

Darüber hinaus sind verschiedene regionale Unternehmen wie landwirtschaftliche Betriebe, die Hauptproduktionsstätte des Modul- und Systemgebäudeherstellers der Kleusberg-Gruppe, die Nerling Systemräume GmbH Halle sowie die LICHTWERK GmbH ansässig. Neben einem Seniorentreff und Jugendclub im Ortsteil Naundorf findet man im Ortsteil Kleinkugel eine 2018 neu errichtete Kindertagesstätte.

## Verkehr
Von Dölbau nach Halle verkehrt wochentags die Buslinie 359 vom Omnibusbetrieb Saalekreis (OBS). Außerdem bedienen zusätzlich die Buslinien 355, 358 sowie 362 (Schülerverkehr) den Ort.
Die Bundesstraße 6 sowie die Autobahnanschlussstelle Halle-Ost der Autobahn 14 liegen am Rande der Ortschaft und sind jeweils in fünf Minuten erreichbar.
Der nächste Bahnhof befindet sich in Dieskau in etwa drei Kilometer Entfernung. Dort hält die S-Bahn-Linie S3, die Halle und Leipzig verbindet.

## Politik
Ortsbürgermeister von Dölbau war zunächst Rajko Semm und von 2014 bis 2024 Jürgen Tornau, beide von den Unabhängigen Wählern Kabelsketal (UWK). Sein Nachfolger, ebenfalls von den UWK, ist Christoph Hartwig. Der fünfköpfige Ortschaftsrat besteht seit der Kommunalwahl am 9. Juni 2024, neben dem Ortsbürgermeister, aus vier weiteren parteilosen Einzelbewerbern.

## Wappen
Blasonierung: In blau drei (2:1) flugbereite, linkssehende silberne Tauben; im goldenen Schildhaupt eine blaue Wellenleiste. Die Farben der Ortschaft Dölbau sind Weiß und Blau.

## Bauwerke und Sehenswürdigkeiten
Der ab 1690 errichtete Bauernhof Goetheplatz 10 und das 1906 gebaute Wohnhaus Zur Autobahn 1 in Dölbau sind als Baudenkmale ausgewiesen. In Naundorf ist der Ortskern mit der Kirche St. Perus, Paulus und Ursula und Pfarrhaus als Baudenkmal ausgewiesen. Kleinkugel hat mit dem Denkmalbereich Siedlung am Umspannwerk, dem Kriegerdenkmal Kleinkugel sowie vier Bauernhöfen die höchste Dichte an Baudenkmalen in der Ortschaft. Für eine komplette Übersicht aller Baudenkmale der einzelnen Ortsteile, siehe Denkmalverzeichnis Kabelsketals.

## Söhne und Töchter
- Franz Julius Theodor Heyne (1812–1886), Pädagoge und evangelischer Theologe

## Persönlichkeiten
- August Ferdinand Wäldner (1817–1905), Orgelbauer, Erbauer der Orgel in der Evangelischen Kirche St. Ursulae Naundorf
- Reinhard Radsch (* 1955), DDR-Oberliga-Fußballer